# 永恒之柱2：死亡之火
《永恒之柱2：死亡之火》是一款由黑曜石娱乐开发，Versus Evil发行的角色扮演游戏。它是2015年发售的《永恒之柱》的续作。游戏于2018年5月发布了Windows、Linux、macOS版，并于2020年1月发布了PlayStation 4和Xbox One版。任天堂Switch版最初于2018年公布，但在多次延期后最终于2022年2月取消。该游戏于2017年1月在Fig上进行了众筹，并在一天之内就达到了筹资目标。

## 玩法
《永恒之柱2：死亡之火》是一款等距视角角色扮演游戏。玩家在本作中可选择原来的同伴或新同伴。《死亡之火》专注于通过船只进行航海和岛屿探索，还可以雇用船员协助船战。基于职业的玩法回归，每个职业至少有四个具有独特技能的可选子职业。与原版相比，子职业是《死亡之火》中的一项新特性。

## 情节
《死亡之火》是《永恒之柱》的续作，故事发生在艾欧拉（Eora）世界。与前作一样，玩家将扮演能够洞察他人灵魂并读取他人记忆和前世的“灵视者”。
故事开始于前作事件发生五年后。被认为已经死亡的光明与重生之神俄撒斯（Eothas）在玩家的据点努亚堡（Caed Nua）苏醒。俄撒斯的剧烈苏醒摧毁了努亚堡，同时吸干了周围地区人们的灵魂。灵视者在冲击中也被撕裂了一部分灵魂，但勉强保住了性命。在濒死状态下，死神贝拉斯（Berath）接触了他们，提出恢复他的灵魂，作为交换，他必须同意成为贝拉斯的使者，追捕俄撒斯以查明他的计划。为了追捕俄撒斯，灵视者（和他们的船员）乘船前往死亡之火群岛，他们必须在那里寻找答案。玩家在游戏一开始的行动和决定会影响《死亡之火》中的某些故事线。

## 开发
游戏由黑曜石娱乐开发，Versus Evil发行，Fig部分资助。2016年5月，黑曜石的首席执行官弗格斯·厄克特（Feargus Urquhart）宣布该游戏已进入制作阶段。与前作一样，黑曜石选择在Fig上发起众筹为开发筹集资金。该活动于2017年1月26日启动，融资目标为110万美元，225万美元为开放股权。筹款目标在23小时内实现，并在结束时超过440万美元。 
游戏于2018年5月8日在Windows、Linux和macOS上发布，游戏发售的同时发布了一个免费DLC。2019年1月，游戏发布了更新，增加了回合制战斗机制。2020年1月发行了PlayStation 4和Xbox One版。最初计划稍后在任天堂Switch上发布，但最终被取消。
设计总监乔什·索耶（Josh Sawyer）表示《死亡之火》专注于解决对原版游戏中大量填充遇敌所受到的批评。2023年，索耶表示两款《永恒之柱》游戏是他最保守的作品，因为众筹支持者要求传统的游戏设计而不是实施他的新想法。他解释说，如果团队要制作续作，他们会将游戏世界设定在其他地方，以确保设定使人感到新颖且有趣。 他还表示如果他制作续作他更愿意制作回合制战斗而不是使用带有暂停的实时战斗系统。

## 评价
根据Metacritic的汇总，《永恒之柱2：死亡之火》获得了“普遍好评（88%）”。索耶表示游戏的销量比预期的低，可能不会再有续作。
| 年度 | 奖项           | 类别                     | 结果 | 来源   |
| ---- | -------------- | ------------------------ | ---- | ------ |
| 2018 | 金摇杆奖       | 最佳叙事游戏             | 提名 | [ 20 ] |
| 2018 | 金摇杆奖       | 年度PC游戏               | 提名 | [ 20 ] |
| 2018 | 游戏大奖       | 最佳角色扮演游戏         | 提名 | [ 21 ] |
| 2018 | 玩家选择奖     | 粉丝最喜爱的角色扮演游戏 | 提名 | [ 22 ] |
| 2019 | D.I.C.E.大奖   | 年度角色扮演游戏         | 提名 | [ 23 ] |
| 2019 | 美国作家协会奖 | 电子游戏创作杰出成就奖   | 提名 | [ 24 ] |
| 2019 | GLAAD媒体奖    | 杰出电子游戏奖           | 提名 | [ 25 ] |